# デルタアマクロ州
デルタ・アマクーロ州（デルタ・アマクーロしゅう、Estado Delta Amacuro）はベネズエラを構成する23州の内の一つ。州都はトゥクピータ。人口は20万6000人（2019年推定）、面積は40,200km2。
州内のオリノコ川流域は先住民のワラオ族の土地としても知られ、州内には多くのワラオ族の住民が住んでいる。特にアントーニオ・ディアスは住民のほとんどがワラオ族である。

## 歴史

1884年から1893年のデルタアマクロ州の領域

1884年2月27日、ペデルナーレスを州都とするデルタアマクロ準州として、グアヤナ州から分離・創設された。当時の面積は63,667km2で、後のガイアナの一部（グアヤナエセキバ）も領域としていた。1887年にデルタ準州へ改称し、州都もトゥクピータへ遷都した。1893年10月21日、ボリバル州 (1881年-1899年)に編入され消滅した。1899年10月3日、パリ仲裁裁定により州東部の23,467 km2をイギリス領ガイアナへ割譲した（ベネズエラは同裁定を認めていない）。
1901年4月26日、デルタアマクロ準州が再度設置された。州都はサン・ホセ・デ・アマクロであったが、1905年5月にトゥクピータへ遷都した。1991年8月3日、自治権が与えられデルタアマクロ州となった。

## 交通
州内はオリノコ川の支流が網の目のように流れており、隣州のMaturínやCiudad Guayana等の都市と州都トゥクピータを結ぶ幹線道路と、州都周辺以外にはほとんど道路がなく、州内のムニシピオ間の交通はランチャと呼ばれるボートに頼っている。
州都にはトゥクピタ・サンラファエル空港があるが、空港の整備不良の為、小型機の発着しかできず2009年2月現在、定期便は就航していない。

## 産業
州内の産業は、米・とうもろこし・プラタノ・キャッサバ等の耕作、オリノコ川支流や河口付近で行われる漁業、牛や鳥などの畜産、ワラオ族の伝統工芸品、観光、石油発掘・精製などであるがいずれも比較的小規模なものである。

## 隣接州
コロンバス海峡 を挟んでトリニダード・トバゴのトリニダード島がある。
- バリマ＝ワイニ州（ベネズエラはグアヤナ・エセキバ州として領有権を主張している）
- ボリバル州
- モナガス州

## 下位行政区画
州はトゥクピータ(Tucupita)、ペデルナーレス(Pedernales)、アントーニオ・ディアス(Antonio Díaz)、カサコイマ(Casacoima)の4つのムニシピオ(自治体;ベネズエラの行政区画参照)から構成される。